# Ото III (Равенсберг)
Вижте пояснителната страница за други личности с името Ото III.
Ото III фон Равенсберг (на немски: Otto III von Ravensberg; * ок. 1246; † 5 март 1306) от Дом Калвелаге-Равенсберге е от 1249 до 1306 г. граф на Равенсберг.

## Биография
Той е първият син на граф Лудвиг († 1249) и втората му съпруга Аделхайд фон Дасел († 1262/1263). Неговият по-малък брат Лудвиг (1260 – 1308) е от 1297 г. 36. епископ на Оснабрюк.
След смъртта на баща му през 1249 г. опекунството над Ото III и братята му Лудвиг и Йохан поема граф Бернхард IV от Липе (1230 – 1275). Майка му Аделхайд с децата си бяга при роднините си от Ратцебург, след което Бернхард насила окупира замък Равенсберг. Ото III е обявен за граф на Равенсберг.
През 1264 г. Ото III печели битка с графовете на Гесмолд. През 1267 г. той участва на страната на архиепископ Енгелберт II фон Фалкенбург в битката при Цюлпих.
Ото III се жени пр. 8/29 септември 1258 г. за Хедвиг фон Липе. През 1277 г. Ото III се включва в съюз против графовете на Липе. На 12 юли 1293 г. Ото III и съпругата му Хедвиг основават каноник манастир в Билефелд, където са погребани.

## Фамилия
Ото III се жени пр. 8/29 септември 1258 г. за Хедвиг фон Липе (* ок. 1238; † 5 март 1315), дъщеря на Бернхард III, господар на господство Липе († 1265), и първата му съпруга графиня София ван Куик-Арнсберг и Ритберг († ок. 1245), наследничка на господство Реда. Тя е сестра на граф Бернхард IV фон Липе. Двамата имат девет деца:
- Уда (* 1268/1276, † 25 юни 1313), ∞ 1292/1298 за Йохан I фон Изенбург-Лимбург (1266 – 1312)
- Хедвиг фон Равенсберг (* пр. 1246, † сл. 1346), ∞ Торгилс Кнутсон († 1306)
- Херман († 1316/1297 при Милано)
- Лудвиг (* пр. 1269, † сл. 1294)
- Ото IV (* пр. 1276, † 1328/1329), граф на Равенсберг
- Бернхард († 1346)
- София (* пр. 1276, † сл. 1328), ∞ граф Хилдебалд I фон Олденбург-Алтбруххаузен (1270 – 1310)
- Аделхайд (* 1270, † 1335/3139), ∞ ок. 1297 г. за ландграф Ото I фон Хесен (1272 – 1328)
- Юта († 1305), ∞ 1282 г. за граф Хайнрих III фон Хонщайн-Арнсберг-Зондерсхаузен († 1305)